# メスィフ・パシャ
メスィフ・パシャまたはミサジ・パシャ (トルコ語: Mesih Pasha / Misac Pasha、1443年-1501年11月) は、オスマン帝国の政治家。東ローマ帝国最後の皇帝コンスタンティノス11世パレオロゴスの甥とされている。カプダン・パシャ（オスマン帝国海軍総司令官）の職を経て、1501年に大宰相に任じられた。

## 生涯

### 出自と前半生
メスィフは、東ローマ帝国最後の王朝パレオロゴス家の一員だった。16世紀の『エクテシス年代記』(Ecthesis Chronica)によれば、彼の父はギドス・パレオロゴスという名であった。このギドスは、同時代の『トルコ人の歴史』 (Historia Turchesca、ドナード・ダ・レッツェおよびジョヴァンニ・マリア・アンジョレッロの作とされる)によれば「東ローマ皇帝」の兄弟であったという。一般には、この「皇帝」は1453年のコンスタンティノープル包囲戦でオスマン帝国のメフメト2世に敗れ戦死した最後の皇帝コンスタンティノス11世パレオロゴスのことであるとされている。もしこれが事実で、仮に1453年にコンスタンティノープルが陥落していなかったなら、子が無かったコンスタンティノス11世の後を継いでメスィフかその兄弟ハッス・ムラト・パシャが東ローマ皇帝となっていた可能性もある。しかし実際には、彼はその東ローマ帝国を滅ぼした側の帝国においてスルタンに次ぐ最高権力者へ上りつめることになる。ビザンツ系のイタリアの年代記者テオドロス・スパンドゥネス（彼自身、メスィフが自分の父方の祖母の兄弟にあたると称していた）によれば、コンスタンティノープルが陥落した時、メスィフは10歳だった。メスィフとハッスの兄弟はオスマン軍に捕らえられてイスラームに改宗させられ、デウシルメ制の一環で小姓としてメフメト2世に取り立てられた。

### メフメト2世期
メスィフが歴史上に姿を表すのは1470年、ゲリボル県のサンジャク・ベイを務めていた時である。この地にはオスマン帝国最大の海軍基地があったため、ゲリボル県のサンジャク・ベイはオスマン帝国艦隊の大部分を指揮する任も負っていた。メフィスはヴェネツィア共和国との戦争中、1470年のネグロポンテ攻略で活躍した。ただヴェネツィア側の記録によれば、包囲戦の後まもなく、メフィスがゲリボルや艦隊をヴェネツィアに明け渡す代わりに自分をモレアの支配者にしてくれるようヴェネツィアに持ち掛けていたという。かつてモレアは、長らくパレオロゴス朝の半自治的な専制公国が存在していた地であった。
1476年もしくは1477年前半、メスィフは帝国中枢の御前会議に列するヴェジールに昇進した。同時代の文献によれば1478年の時点ですでに第二ヴェジールにまでなっていたとされているが、『トルコ人の歴史』によれば1480年に「新たに」第四ヴェジールに任じられたことになっている。この時、メスィフはロドス包囲戦における陸海軍の指揮を任されていた。ロドス攻略に失敗したため彼はヴェジールの任を解かれたが、ゲリボル県のサンジャク・ベイおよびカプダン・パシャ（オスマン帝国海軍総司令官）の地位には留まることが出来た。16世紀後半の歴史家ミュネッジムバシュはメスィフをメフメト2世期の大宰相（筆頭ヴェジール）の列に含めているが、これはおそらくこの時期のヴェジール職をめぐる混乱に伴う誤認である。

### バヤズィト2世期
メフメト2世の死後、デウシルメ制で徴用されたイェニチェリなどの軍人の派閥により、バヤズィト2世が帝位についた。この派閥の指導者の一人であったメスィフも、ヴェジールに返り咲いた。デウシルメで徴用された者の中でも最高の地位にいた指導者である大宰相ゲディク・アフメト・パシャは、イェニチェリの支持を背景に権勢を誇示し、バヤズィト2世の異母弟で帝位を争っていたジェムにも近づいていたといわれている。一方メスィフは慎重にバヤズィト2世の信頼を獲得し、ジェムに対してもその主張を否定する立場をとった。1482年夏、バヤズィト2世はゲディク・アフメトを宮殿内で投獄した。これに怒ったイェニチェリが宮殿に侵入したので、メスィフは彼らとの交渉を任された。メスィフは、デウシルメ出身の者しかヴェジールになれない、などの特権を提示して、イェニチェリたちをなだめた。こうしてメスィフは忠誠心と交渉手腕の高さをアピールしつつ、後に御前会議を独占することになるデウシルメ出身者勢力の指導者におさまることができた。バヤズィト2世は宮廷内のバランスをとるため、カプ・アアス（宦官の長の職）も重用して重要な地方統治を任せるようになった。
ジェムがロドス島のホスピタル騎士団のもとへ亡命した際にも、メスィフの外交の才が遺憾なく発揮された。ゲディク・アフメトが妥協を許さぬ態度を取ったのに対し、メスィフは騎士団と互いに妥協可能な点を見出し合意締結にまでこぎつけ、バヤズィト2世からの評価を高めた。バヤズィト2世はメスィフの支援の下、最終的にゲディク・アフメトを解任し、1482年11月18日に処刑した。メスィフは1483年2月の時点で第二ヴェジールに昇進していた。一部の文献では、メスィフは1483年秋にイスハク・パシャの後を継いで大宰相となり1485年まで務めたことになっている。しかしほとんどの歴史家は同時代の文書をもとに、この時期にはコジャ・ダウド・パシャが大宰相であってメスィフはあくまでもその下の地位に居続けていたと考えている。

### 失寵と挽回
1485年1月、メスィフはバヤズィト2世の不興を買い、御前会議を追われてフィリベのスバシュ（都市長官）に左遷された。スルタンの寵を失った原因は定かでない。その後彼は、失脚した高官の左遷先として知られていたポストであるケフェ州のサンジャク・ベイに任じられた。その後おそらく1489年までこの任を務めている。次にメスィフが歴史上に現れるのは1497年で、この時彼はアッケルマンのサンジャク・ベイとなっていた。この地はポーランドとの戦争中においてポーランドからのモルダヴィア侵攻の最前線に立たされていたが、メスィフは防衛戦で功を立て、ポーランド貴族の捕虜たちと敵から奪った29本の軍旗をバヤズィト2世に献上したことで、彼の信頼を再び勝ち取った。
戦争で勝利を収めた後の1499年、メスィフはマッカへの巡礼を行った。この行動は、スパンドゥネスが「彼はキリスト教徒にとっての凶暴な敵であった」と述べているようなメフィスの信心深さをよく表している事例と言える。というのも、この時代のスルタンやヴェジールたちは、メスィフを除き、仕事に忙殺されて一切マッカ巡礼を行っていなかったからである。またハリル・イナルチュクが指摘しているように、この巡礼は僻地の任地から離れてコンスタンティノープルを訪れ宮廷復帰工作をするよい口実となった。ちょうどこの頃ヴェネツィアとの戦争が勃発し、メスィフは海軍の経験やヴェネツィアについての知識を買われ、マッカから帰ってきたところで御前会議の第二ヴェジールに返り咲いた。この時の大宰相はヤクブ・パシャであった。

### 大宰相就任と死
1501年春、メスィフは大宰相に任じられ、アナトリアで反乱を起こしたワルサク族の鎮圧に派遣された。この反乱軍は、かつて1487年にオスマン帝国に滅ぼされたカラマン侯国の侯位請求者ムスタファという人物を擁立していた。しかしメスィフはワルサク族を説得して、ムスタファから離反させることに成功した。反乱を片付けてコンスタンティノープルへ帰った時、レスボス島をフランク人とヴェネツィア人が侵略する事態が起きた。この知らせに憤激したバヤズィト2世は、弓でメスィフを殴りつけたという。その後まもなく、メスィフはガラタで起きた大火の鎮火の指揮をとっている中で負傷し、その傷がもとで1501年11月に死去した。
メスィフの亡骸は、コンスタンティノープルのアクサライ地区のモスクに葬られた。このモスクは兄弟のハッス・ムラト・パシャが建築をはじめ、彼の戦死後にメスィフが完成させたものだった。他にもメスィフは、1478年ごろにゲリボルにモスクを建設している。

## 家族
メスィフには、アリ・ベイ、マフムト・チェレビ、バリ・ベイという少なくとも3人の息子がいたことが知られている。バリ・ベイは1503年にヴルチトリン県のサンジャク・ベイとなっている。